# Lublin, Wisconsin
Lublin là một làng thuộc quận Taylor, tiểu bang Wisconsin, Hoa Kỳ. Năm 2006, dân số của làng này là 110 người.